# Builder
Návrhový vzor stavitel (anglicky Builder) je softwarový návrhový vzor. Patří do skupiny vytvářejících (creational) návrhových vzorů.
Slouží k abstrahování tvorby složitých objektů. A to tak, aby stejné výrobní schéma mohlo být použito pro tvorbu různých objektů. Způsob konstrukce těchto objektů je tedy stejný, jednotlivé kroky se však liší. Často se používá společně s návrhovým vzorem Kompozit (Composite), konkrétně vytvářené objekty mohou být typu kompozit, dle zmíněného vzoru.

## Obecný popis

### Definice
„Návrhový vzor oddělující konstrukci složitých objektů od jejich reprezentace. Čímž je možné použít stejný proces konstrukce pro rozdílné reprezentace.“

### Stručná historie
První publikace popisující myšlenku návrhových vzorů pochází z roku 1977. Název „builder pattern“ se však v odborné literatuře před rokem 1995 a zveřejnění knihy návrhové vzory nevyskytuje. Vzorem se dále zabývá Josua Bloch ve své knize Effective Java 5. Kdy navrhuje alternativu zaměřenou na odstranění opakování kódu v třídách Concrete Builder (viz Struktura).

## Pohled programátora

### Motivace užití
Použití Stavitele je vhodné u rozdílných tříd s podobným procesem konstrukce. Samotné třídy mohou být rozdílné a nezávislé. Tím se liší od Abstraktní továrny, která slouží k tvorbě podobných objektů. Podobných z hlediska prezentace v systému Windows, nebo Mac.
Důvodem pro použití je oddělení vytváření složitých objektů od jejich prezentace, které by mělo vést k přehlednějšímu kódu.

### Struktura

#### Director
Třída řídící proces vytváření objektů.
„Instance třídy Director získává od klienta určení, který Builder má použít. Tím je i definováno, který produkt bude vyráběn. Director řídí vytvoření produktu voláním metod pro zhotovení jednotlivých částí z rozhraní Builder. Po vytvoření požadované části výsledného produktu je tato do něho začleněna. Výsledný produkt je možné získat použitím metody getResult. Director je odstíněn od způsobu, jakým se vytvářejí konkrétní části a jak se skládají. Určuje, ovšem kdy se mají části vyrobit a tím řídí proces vytváření produktů.“

#### Builder
Abstraktní rozhraní pro tvorbu objektů (produkt). Metoda buildPart slouží k vytvoření konkrétní části objektu, o její volání se stará Director.

#### Concrete Builder
Implementace rozhraní Builder schopná vytvářet další objekty. Vytváří a sestavuje součásti pro tvorbu složitých objektů. Metoda getResult slouží k předání výsledného produktu a volá ji zpravidla klient, který konstrukci objektu vyvolal.
„Která z možných tříd ConcreteBuilder je použita pro vytvoření objektu, může být rozhodnuto na základě použitých dat, která mají být zobrazena. Například pokud má být zobrazeno několik položek, je klientu předán jako Product seznam tvořen „checkBoxy“. V případě více položek bude vytvořen a předán rozbalovací seznam. Samozřejmě kromě zobrazovaných dat mohou hrát roli i jiné faktory. Directoru je předán jako parametr instance ConcreteBuilder a Director, s využitím metod nadefinovaných v rozhraní, řídí proces vytváření produktu.“

### Příklad užití
Konstrukci provádí konkrétní implementace rozhraní Builder, ale proces konstrukce řídí třída Director. Například klient přijde k automatu a chce kapučíno. O tvorbu kapučína se stará automat (direktor), klient si zvolí nápoj stiskem tlačítka. Automat provádí vždy ty samé kroky, existuje tedy jediné výrobní schéma, ale podle stisku tlačítka mohou být některé kroky vynechány (cukr), některé vzájemně zaměnitelné (kapučíno vs. čaj do kelímku). O realizaci těchto jednotlivých kroků se starají různé implementace třídy Builder (Stavitel čajů, stavitel kafí, apod.). Nápoj je možné odebrat teprve poté, kdy jsou všechny kroky konstrukce dokončeny.
Tedy zjednodušeně: Ke konstrukci jednoho objektu slouží právě jeden Builder, proces konstrukce řídí Direktor, objekt ke konstrukci vybírá klient předáním Builderu Direktoru, po ukončení konstrukce si z Builderu pouze vybere výsledek metodou getResult.
Stavitelů ke konstrukci jednoho objektu může být voláno i více. Například pokud je výsledný produkt Composite může být při jeho konstrukci voláno více stavitelů, případně stejný stavitel několikrát za sebou. Tak je zajištěno například vytváření složitých objektů grafického rozhraní operačního systému.

### Výsledek užití
„Je vytvořen princip konstrukce objektů, který je variabilní na základě používaných dat nebo nadefinování věcné logiky. Klient je odstíněn od tvorby objektů a pouze prezentuje výsledek.“

### Užitečné tipy při užití
- Builder slouží ke konstrukci složitých objektů po jednotlivých krocích. Zatímco Abstraktní továrna se používá při tvorbě blízké skupiny objektů (jednoduchých i komplexních). Abstraktní továrna vrací produkt v jednom kroku, u vzoru Builder je výsledný objekt vrácen po ukončení a jako výsledek konstrukce.
- Návrhový vzor Stavitel se obvykle používá k tvorbě objektů typu Kompozit.
- Tam kde je třeba dodatečná flexibilita, dochází v návrhu k vývoji od návrhového vzoru Továrna, přes, či k Abstraktní továrně, Prototypu a Staviteli. Tedy od jednodušších, snáze přizpůsobitelných vzorů s možností tvorby podtříd k pružnějším, ale složitějším vzorům.
- Vytvářející návrhové vzory se mohou vzájemně doplňovat. Například Stavitel může k určení, který objekt se má vytvořit Abstraktní továrnu, nebo jiný návrhový vzor. Dále Abstraktní továrna, Stavitel i Prototyp mohou použít Jedináčka (Singleton) ve svých implementacích.
- Vzor Stavitel je dobrým kandidátem pro implementaci plynulého rozhraní (řetězcovité volání - fluent interface).

### Příklady Implementace

#### Java
```
 
/** "Product" */

 
class
 
Pizza
 
{

     
private
 
String
 
dough
 
=
 
""
;

     
private
 
String
 
sauce
 
=
 
""
;

     
private
 
String
 
topping
 
=
 
""
;

     
public
 
void
 
setDough
(
String
 
dough
)
 
{
 
this
.
dough
 
=
 
dough
;
 
}

     
public
 
void
 
setSauce
(
String
 
sauce
)
 
{
 
this
.
sauce
 
=
 
sauce
;
 
}

     
public
 
void
 
setTopping
(
String
 
topping
)
 
{
 
this
.
topping
 
=
 
topping
;
 
}

 
}

 
/** "Abstract Builder" */

 
abstract
 
class
 
PizzaBuilder
 
{

     
protected
 
Pizza
 
pizza
;

 

     
public
 
Pizza
 
getPizza
()
 
{
 
return
 
pizza
;
 
}

     
public
 
void
 
createNewPizzaProduct
()
 
{
 
pizza
 
=
 
new
 
Pizza
();
 
}

 

     
public
 
abstract
 
void
 
buildDough
();

     
public
 
abstract
 
void
 
buildSauce
();

     
public
 
abstract
 
void
 
buildTopping
();

 
}

 

 
/** "ConcreteBuilder" */

 
class
 
HawaiianPizzaBuilder
 
extends
 
PizzaBuilder
 
{

     
public
 
void
 
buildDough
()
 
{
 
pizza
.
setDough
(
"cross"
);
 
}

     
public
 
void
 
buildSauce
()
 
{
 
pizza
.
setSauce
(
"mild"
);
 
}

     
public
 
void
 
buildTopping
()
 
{
 
pizza
.
setTopping
(
"ham+pineapple"
);
 
}

 
}

 

 
/** "ConcreteBuilder" */

 
class
 
SpicyPizzaBuilder
 
extends
 
PizzaBuilder
 
{

     
public
 
void
 
buildDough
()
 
{
 
pizza
.
setDough
(
"pan baked"
);
 
}

     
public
 
void
 
buildSauce
()
 
{
 
pizza
.
setSauce
(
"hot"
);
 
}

     
public
 
void
 
buildTopping
()
 
{
 
pizza
.
setTopping
(
"pepperoni+salami"
);
 
}

 
}

 
/** "Director" */

 
class
 
Waiter
 
{

     
private
 
PizzaBuilder
 
pizzaBuilder
;

 

     
public
 
void
 
setPizzaBuilder
 
(
PizzaBuilder
 
pb
)
 
{
 
pizzaBuilder
 
=
 
pb
;
 
}

     
public
 
Pizza
 
getPizza
()
 
{
 
return
 
pizzaBuilder
.
getPizza
();
 
}

 

     
public
 
void
 
constructPizza
()
 
{

         
pizzaBuilder
.
createNewPizzaProduct
();

         
pizzaBuilder
.
buildDough
();

         
pizzaBuilder
.
buildSauce
();

         
pizzaBuilder
.
buildTopping
();

     
}

 
}

 
/** A customer ordering a pizza. */

 
class
 
BuilderExample
 
{

     
public
 
static
 
void
 
main
(
String
[]
 
args
)
 
{

         
Waiter
 
waiter
 
=
 
new
 
Waiter
();

         
PizzaBuilder
 
hawaiianPizzaBuilder
 
=
 
new
 
HawaiianPizzaBuilder
();

         
PizzaBuilder
 
spicyPizzaBuilder
 
=
 
new
 
SpicyPizzaBuilder
();

 

         
waiter
.
setPizzaBuilder
(
hawaiianPizzaBuilder
);

         
waiter
.
constructPizza
();

 

         
Pizza
 
pizza
 
=
 
waiter
.
getPizza
();

     
}

 
}

```

#### C#
```
using
 
System
;

 

namespace
 
BuilderPattern

{

 
// Builder - abstract interface for creating objects (the product, in this case)

 
abstract
 
class
 
PizzaBuilder

 
{

 
protected
 
Pizza
 
pizza
;

 

 
public
 
Pizza
 
GetPizza
()

 
{

 
return
 
pizza
;

 
}

 

 
public
 
void
 
CreateNewPizzaProduct
()

 
{

 
pizza
 
=
 
new
 
Pizza
();

 
}

 

 
public
 
abstract
 
void
 
BuildDough
();

 
public
 
abstract
 
void
 
BuildSauce
();

 
public
 
abstract
 
void
 
BuildTopping
();

 
}

 
// Concrete Builder - provides implementation for Builder; an object able to construct other objects.

 
// Constructs and assembles parts to build the objects

 
class
 
HawaiianPizzaBuilder
 
:
 
PizzaBuilder

 
{

 
public
 
override
 
void
 
BuildDough
()

 
{

 
pizza
.
Dough
 
=
 
"cross"
;

 
}

 

 
public
 
override
 
void
 
BuildSauce
()

 
{

 
pizza
.
Sauce
 
=
 
"mild"
;

 
}

 

 
public
 
override
 
void
 
BuildTopping
()

 
{

 
pizza
.
Topping
 
=
 
"ham+pineapple"
;

 
}

 
}

 
// Concrete Builder - provides implementation for Builder; an object able to construct other objects.

 
// Constructs and assembles parts to build the objects

 
class
 
SpicyPizzaBuilder
 
:
 
PizzaBuilder

 
{

 
public
 
override
 
void
 
BuildDough
()

 
{

 
pizza
.
Dough
 
=
 
"pan baked"
;

 
}

 

 
public
 
override
 
void
 
BuildSauce
()

 
{

 
pizza
.
Sauce
 
=
 
"hot"
;

 
}

 

 
public
 
override
 
void
 
BuildTopping
()

 
{

 
pizza
.
Topping
 
=
 
"pepperoni + salami"
;

 
}

 
}

 

 
// Director - responsible for managing the correct sequence of object creation.

 
// Receives a Concrete Builder as a parameter and executes the necessary operations on it.

 
class
 
Cook

 
{

 
private
 
PizzaBuilder
 
_pizzaBuilder
;

 

 
public
 
void
 
SetPizzaBuilder
(
PizzaBuilder
 
pb
)

 
{

 
_pizzaBuilder
 
=
 
pb
;

 
}

 

 
public
 
Pizza
 
GetPizza
()

 
{

 
return
 
_pizzaBuilder
.
GetPizza
();

 
}

 

 
public
 
void
 
ConstructPizza
()

 
{

 
_pizzaBuilder
.
CreateNewPizzaProduct
();

 
_pizzaBuilder
.
BuildDough
();

 
_pizzaBuilder
.
BuildSauce
();

 
_pizzaBuilder
.
BuildTopping
();

 
}

 
}

 

 
// Product - The final object that will be created by the Director using Builder

 
public
 
class
 
Pizza

 
{

 
public
 
string
 
Dough
 
=
 
string
.
Empty
;

 
public
 
string
 
Sauce
 
=
 
string
.
Empty
;

 
public
 
string
 
Topping
 
=
 
string
.
Empty
;

 
}

 

 
class
 
Program

 
{

 
static
 
void
 
Main
(
string
[]
 
args
)

 
{

 
PizzaBuilder
 
hawaiianPizzaBuilder
 
=
 
new
 
HawaiianPizzaBuilder
();

 
Cook
 
cook
 
=
 
new
 
Cook
();

 
cook
.
SetPizzaBuilder
(
hawaiianPizzaBuilder
);

 
cook
.
ConstructPizza
();

 
// create the product

 
Pizza
 
hawaiian
 
=
 
cook
.
GetPizza
();

 

 
PizzaBuilder
 
spicyPizzaBuilder
 
=
 
new
 
SpicyPizzaBuilder
();

 
cook
.
SetPizzaBuilder
(
spicyPizzaBuilder
);

 
cook
.
ConstructPizza
();

 
// create another product

 
Pizza
 
spicy
 
=
 
cook
.
GetPizza
();

 
}

 
}

 

}

```

#### C++
```
#include
 
<string>

#include
 
<iostream>

using
 
namespace
 
std
;

 

// "Product"

class
 
Pizza
 
{

public
:

 
void
 
dough
(
const
 
string
&
 
dough
)
 
{

   
dough_
 
=
 
dough
;

 
}

 

 
void
 
sauce
(
const
 
string
&
 
sauce
)
 
{

   
sauce_
 
=
 
sauce
;

 
}

 

 
void
 
topping
(
const
 
string
&
 
topping
)
 
{

   
topping_
 
=
 
topping
;

 
}

 

 
void
 
open
()
 
const
 
{

   
cout
 
<<
 
"Pizza with "
 
<<
 
dough_
 
<<
 
" dough, "
 
<<
 
sauce_
 
<<
 
" sauce and "

   
<<
 
topping_
 
<<
 
" topping. Mmm."
 
<<
 
endl
;

 
}

 

private
:

 
string
 
dough_
;

 
string
 
sauce_
;

 
string
 
topping_
;

};

 

// "Abstract Builder"

class
 
PizzaBuilder
 
{

public
:

 
const
 
Pizza
&
 
pizza
()
 
{

   
return
 
pizza_
;

 
}

 

 
virtual
 
void
 
buildDough
()
 
=
 
0
;

 
virtual
 
void
 
buildSauce
()
 
=
 
0
;

 
virtual
 
void
 
buildTopping
()
 
=
 
0
;

 

protected
:

 
Pizza
 
pizza_
;

};

 

//----------------------------------------------------------------

 

class
 
HawaiianPizzaBuilder
 
:
 
public
 
PizzaBuilder
 
{

public
:

 
void
 
buildDough
()
 
{

   
pizza_
.
dough
(
"cross"
);

 
}

 

 
void
 
buildSauce
()
 
{

   
pizza_
.
sauce
(
"mild"
);

 
}

 

 
void
 
buildTopping
()
 
{

   
pizza_
.
topping
(
"ham+pineapple"
);

 
}

};

 

class
 
SpicyPizzaBuilder
 
:
 
public
 
PizzaBuilder
 
{

public
:

 
void
 
buildDough
()
 
{

   
pizza_
.
dough
(
"pan baked"
);

 
}

 

 
void
 
buildSauce
()
 
{

   
pizza_
.
sauce
(
"hot"
);

 
}

 

 
void
 
buildTopping
()
 
{

   
pizza_
.
topping
(
"pepperoni+salami"
);

 
}

};

 

//----------------------------------------------------------------

 

class
 
Cook
 
{

public
:

 
Cook
()

 
:
 
pizzaBuilder_
(
nullptr
)

 
{
 
}

 

 
~
Cook
()
 
{

 
if
 
(
pizzaBuilder_
)

   
delete
 
pizzaBuilder_
;

 
}

 

 
void
 
pizzaBuilder
(
PizzaBuilder
*
 
pizzaBuilder
)
 
{

   
if
 
(
pizzaBuilder_
)

   
delete
 
pizzaBuilder_
;

 

   
pizzaBuilder_
 
=
 
pizzaBuilder
;

 
}

 

 
const
 
Pizza
&
 
getPizza
()
 
{

   
return
 
pizzaBuilder_
->
pizza
();

 
}

 

 
void
 
constructPizza
()
 
{

   
pizzaBuilder_
->
buildDough
();

   
pizzaBuilder_
->
buildSauce
();

   
pizzaBuilder_
->
buildTopping
();

 
}

 

private
:

 
PizzaBuilder
*
 
pizzaBuilder_
;

};

 

int
 
main
()
 
{

 
Cook
 
cook
;

 
cook
.
pizzaBuilder
(
new
 
HawaiianPizzaBuilder
);

 
cook
.
constructPizza
();

 

 
Pizza
 
hawaiian
 
=
 
cook
.
getPizza
();

 
hawaiian
.
open
();

 

 
cook
.
pizzaBuilder
(
new
 
SpicyPizzaBuilder
);

 
cook
.
constructPizza
();

 

 
Pizza
 
spicy
 
=
 
cook
.
getPizza
();

 
spicy
.
open
();

}

```

#### PHP
```
<?php

 

class
 
Pizza
 
{

 
 
protected
 
$dough
;

 
protected
 
$sauce
;

 
protected
 
$topping
;

 
 
public
 
function
 
setDough
(
$dough
)
 
{

 
$this
->
dough
 
=
 
$dough
;

 
}

 
 
public
 
function
 
setSauce
(
$sauce
)
 
{

 
$this
->
sauce
 
=
 
$sauce
;

 
}

 
 
public
 
function
 
setTopping
(
$topping
)
 
{

 
$this
->
topping
 
=
 
$topping
;

 
}

 
 
public
 
function
 
showIngredients
()
 
{

 
echo
 
"Dough : "
.
$this
->
dough
.
"<br/>"
;

 
echo
 
"Sauce : "
.
$this
->
sauce
.
"<br/>"
;

 
echo
 
"Topping : "
.
$this
->
topping
.
"<br/>"
;

 
}

}

 

abstract
 
class
 
PizzaBuilder
 
{

 
 
protected
 
$pizza
;

 
 
public
 
function
 
getPizza
()
 
{

 
return
 
$this
->
pizza
;

 
}

 
 
public
 
function
 
createNewPizzaProduct
()
 
{

 
$this
->
pizza
 
=
 
new
 
Pizza
();

 
}

 
 
public
 
abstract
 
function
 
buildDough
();

 
public
 
abstract
 
function
 
buildSauce
();

 
public
 
abstract
 
function
 
buildTopping
();

}

 

class
 
HawaiianPizzaBuilder
 
extends
 
PizzaBuilder
 
{

 
public
 
function
 
buildDough
()
 
{

 
$this
->
pizza
->
setDough
(
"cross"
);

 
}

 
 
public
 
function
 
buildSauce
()
 
{

 
$this
->
pizza
->
setSauce
(
"mild"
);

 
}

 
 
public
 
function
 
buildTopping
()
 
{

 
$this
->
pizza
->
setTopping
(
"ham + pineapple"
);

 
}

}

 

class
 
SpicyPizzaBuilder
 
extends
 
PizzaBuilder
 
{

 
 
public
 
function
 
buildDough
()
 
{

 
$this
->
pizza
->
setDough
(
"pan baked"
);

 
}

 
 
public
 
function
 
buildSauce
()
 
{

 
$this
->
pizza
->
setSauce
(
"hot"
);

 
}

 
 
public
 
function
 
buildTopping
()
 
{

 
$this
->
pizza
->
setTopping
(
"pepperoni + salami"
);

 
}

}

 

class
 
Waiter
 
{

 
 
protected
 
$pizzaBuilder
;

 
 
public
 
function
 
setPizzaBuilder
(
PizzaBuilder
 
$pizzaBuilder
)
 
{

 
$this
->
pizzaBuilder
 
=
 
$pizzaBuilder
;

 
}

 
 
public
 
function
 
getPizza
()
 
{

 
return
 
$this
->
pizzaBuilder
->
getPizza
();

 
}

 
 
public
 
function
 
constructPizza
()
 
{

 
$this
->
pizzaBuilder
->
createNewPizzaProduct
();

 
$this
->
pizzaBuilder
->
buildDough
();

 
$this
->
pizzaBuilder
->
buildSauce
();

 
$this
->
pizzaBuilder
->
buildTopping
();

 
}

}

 

class
 
Tester
 
{

 
 
public
 
static
 
function
 
main
()
 
{

 
 
$oWaiter
 
=
 
new
 
Waiter
();

 
$oHawaiianPizzaBuilder
 
=
 
new
 
HawaiianPizzaBuilder
();

 
$oSpicyPizzaBuilder
 
=
 
new
 
SpicyPizzaBuilder
();

 
 
$oWaiter
->
setPizzaBuilder
(
$oHawaiianPizzaBuilder
);

 
$oWaiter
->
constructPizza
();

 
 
$pizza
 
=
 
$oWaiter
->
getPizza
();

 
$pizza
->
showIngredients
();

 
 
echo
 
"<br/>"
;

 
 
$oWaiter
->
setPizzaBuilder
(
$oSpicyPizzaBuilder
);

 
$oWaiter
->
constructPizza
();

 
 
$pizza
 
=
 
$oWaiter
->
getPizza
();

 
$pizza
->
showIngredients
();

 
}

}

```

```
Tester::main();
output :
 Dough : cross
 Sauce : mild
 Topping : ham + pineapple
 Dough : pan baked
 Sauce : hot
 Topping : pepperoni + salami

```

## Bloch‘s Builder
Úprava návrhového vzoru stavitel prezentovaná Josuou Blochem by neměla sloužit jako nezbytná náhrada pro původní návrhový vzor. Jejím cílem je vyřešit problém s příliš velkým množstvím konstruktorů, jejich parametrů a naduživání seterů (přiřazení hodnoty) při vytváření objektů.
Velké množství parametrů v konstruktoru, obzvláště jsou-li volitelné, je nepřehledné a těžko použitelné. Problém vzniká před předáním objektu typu builder Direktorovi. Uživatel je nucen builder vytvořit a předat mu hodnoty, které by měl budoucí objekt nést. Kód se, ale výrazně zpřehlední, když výběr Builderu a tvorbu objektu provedeme v jednom kroku.
Například pro Javu:
```
 
Objekt1
 
x
 
=
 
new
 
Objekt1
.
Builder
(
“
Jméno
“
,
10
)

 
.
cast1
(
“
udaj1
“
).
build
();

 
Objekt1
 
y
 
=
 
new
 
Objekt1
.
Builder
(
“
Jméno2
“
,
3
).

 
cast1
(
“
udaj1
“
).

 
cast2
(
“
udaj1
“
,
“
udaj2
“
).
build
();

```

objekty x a y jsou tedy dva objekty stejného typu, kde v prvním objektu nebyla vytvořena druhá část, to však nebrání jeho použití.
Kostra řešení by byla následující:
```
public class Objekt1 {

    public static class Builder {
        public Builder(String jmeno, int cislo) {…}
        public Object1 build() { return new Objekt1(this);}
        public Builder cast1(String hodnota) {
            …
            return this;
        }
        public Builder cast2(String hodnota1, String hodnota2) {
            …
            return this;
        }
    }

    private Objekt1(Builder builder) {
        jmeno = builder.jmeno;
        cislo = builder.cislo;
        hodnota = builder.hodnota;
        ...
        ...
    }
}
```

Takové řešení je navrženo primárně pro Javu a pro jiné jazyky musí být dále upravováno. Dále taky může být rozšířeno a vylepšeno použitím Generických parametrů.

## Související vzory
- Composite – vytvářený objekt pomocí Builderu je obvykle Composite.
- Factory Method – využití vzoru k implementaci rozhodnutí, o vytvoření ConcreteBuilder.
- Interpret – využití jako „parseru“.